# العلاقات الصينية الفرنسية
تشير العلاقات الصينية الفرنسية إلى العلاقات بين الصين وفرنسا (المملكة أو ما بعدها).

## التاريخ

### علاقات الحرب الباردة
لم تعترف حكومة الجمهورية الفرنسية الرابعة بجمهورية الصين الشعبية بعد الحرب الأهلية الصينية (1927-1950)، وإنشاء جمهورية الصين الشعبية الجديدة بقيادة الحزب الشيوعي في 1 أكتوبر عام 1949. حافظت فرنسا بدلًا من ذلك على علاقاتها مع جمهورية الصين في تايوان. أعادت فرنسا والصين العلاقات الدبلوماسية على مستوى السفراء بحلول عام 1964. عجل ذلك باعتراف شارل ديغول الرسمي بجمهورية الصين الشعبية. أكمل دنغ شياوبينغ دراسته في باريس قبل وصوله إلى السلطة في الصين قبل الحرب الأهلية الصينية.

### ما بعد الحرب الباردة
لم تستمر حالة العلاقات بين البلدين، واشتبكت فرنسا والصين مرارًا وتكرارًا خلال تسعينات القرن العشرين نتيجة لسياسة الصين الواحدة التي تتبعها جمهورية الصين الشعبية. باعت فرنسا أسلحة لتايوان، فأغضب ذلك حكومة بكين. أدى ذلك إلى إغلاق القنصلية العامة الفرنسية في غوانزو بشكل مؤقت. وافقت فرنسا في النهاية على منع الشركات المحلية من بيع الأسلحة لتايوان، واستؤنفت العلاقات الدبلوماسية في عام 1994. تبادل البلدان منذ ذلك الحين عددًا من زيارات الدولة. تُعد العلاقات الصينية الفرنسية اليوم اقتصادية في المقام الأول. وصلت التجارة الثنائية إلى مستويات عالية جديدة في عام 2000. تُمثَّل العلاقات الثقافية بين البلدين بشكل أقل، وذلك على الرغم من أن فرنسا تبذل جهدًا لتحسين هذا التباين. وسعت فرنسا منشآتها البحثية المرتبطة بالتاريخ والثقافة والشؤون الصينية.

#### خلافات عام 2008
تراجعت العلاقات الصينية الفرنسية في أعقاب مسار الشعلة الأولمبية الصيفية لعام 2008. حاول النشطاء الذين يقاتلون من أجل استقلال التبت وحقوق الإنسان مرارًا تعطيل المسيرة أو إعاقتها أو إيقافها أثناء مرور حاملي الشعلة عبر باريس. لمّحت الحكومة الصينية إلى احتمال تأثر الصداقة الصينية الفرنسية، وذلك عندما نظم المتظاهرون الصينيون حملة لمقاطعة سلسلة متاجر كارفور المملوكة فرنسيًا في المدن الصينية الكبرى بما في ذلك كونمينغ وخفي وووهان.
انضم مئات الأشخاص أيضًا إلى المسيرات المناهضة للفرنسيين في تلك المدن بالإضافة إلى بكين. حاولت الحكومتان تهدئة العلاقات بعد المظاهرات. كتب الرئيس الفرنسي نيكولا ساركوزي خطاب دعم وتعاطف مع جين جينغ، الرياضي الصيني الذي حمل الشعلة الأولمبية. أرسل الرئيس الصيني هو جينتاو بعد ذلك مبعوثًا خاصًا إلى فرنسا للمساعدة في تعزيز العلاقات.
تدهورت العلاقات مرة أخرى بعد أن التقى الرئيس ساركوزي بالدالاي لاما في بولندا في عام 2009. ألغى رئيس الوزراء الصيني ون جيا باو فرنسا من جولته في أوروبا ردًا على ذلك، وقال مساعد وزير الخارجية عن الخلاف: «يجب على الشخص الذي ربط العقدة أن يوحدها أيضًا». نُقل عن رئيس الوزراء الفرنسي جان بيير رافاران في صحيفة لوموند الفرنسية قوله إن فرنسا ليس لديها نية «لتشجيع الانفصال التبتي».

#### حقوق الإنسان
وقع سفراء الأمم المتحدة من 22 دولة، ومن ضمنهم فرنسا، رسالة مشتركة إلى مجلس حقوق الإنسان للأمم المتحدة تدين سوء معاملة الصين للأويغور، وكذلك سوء معاملة مجموعات الأقليات الأخرى في يوليو عام 2019، وحثت الحكومة الصينية على إغلاق معسكرات إعادة التعليم في سنجان.

## صفقات تجارية في عام 2019
وقع الرئيس إيمانويل ماكرون والرئيس شي جين بينغ في أواخر مارس 2019 سلسلة من الاتفاقيات التجارية واسعة النطاق التي تغطي العديد من القطاعات على مدى سنوات، وذلك في الوقت الذي كانت فيه العلاقات الأمريكية الصينية بحالة سيئة من حرب الرسوم الجمركية. تجسد المحور الرئيسي بشراء طائرات من شركة إيرباص بقيمة 30 مليار يورو. جاء ذلك في وقت شهدت فيه شركة بوينغ الأمريكية الرائدة أسطولها بالكامل من طائرات الركاب الجديدة 737 ماكس في جميع أنحاء العالم. تجاوزت اتفاقية الطيران الجديدة مجال الطيران، وغطت صادرات الدجاج الفرنسية، ومزرعة رياح ساحلية صينية شيدتها فرنسا في الصين، وصندوق تعاون فرنسي صيني، بالإضافة إلى مليارات اليورو من التمويل المشترك بين مجموعة بي إن بي باريبا البنكية الفرنسية وبنك الصين. تشمل الخطط الأخرى مليارات اليورو التي ستُنفَق على تطوير المصانع الصينية، بالإضافة إلى بناء سفن جديدة.

## مقارنة بين البلدين
هذه مقارنة عامة ومرجعية للدولتين:
| وجه المقارنة                                              | الصين                    | فرنسا                                                    |
| --------------------------------------------------------- | ------------------------ | -------------------------------------------------------- |
| المساحة (كم2)                                             | 9.60 مليون               | 643.80 ألف                                               |
| عدد السكان (نسمة)                                         | 1.33 مليار               | 67.12 مليون                                              |
| الكثافة السكانية (ن./كم²)                                 | 138.54                   | 104.26                                                   |
| العاصمة                                                   | بكين                     | باريس                                                    |
| اللغة الرسمية                                             | اللغة الصينية القياسية   | لغة فرنسية                                               |
| العملة                                                    | رنمينبي                  | يورو، فرنك س ف ب، فرنك فرنسي، Livre tournois ‏            |
| الناتج المحلي الإجمالي (بليون دولار)                      | 12.24 تريليون            | 2.58 تريليون                                             |
| الناتج المحلي الإجمالي (تعادل القوة الشرائية) بليون دولار | 19.82 تريليون            | 2.87 تريليون                                             |
| الناتج المحلي الإجمالي الاسمي للفرد دولار أمريكي          | 8.03 ألف                 | 36.20 ألف                                                |
| الناتج المحلي الإجمالي للفرد دولار أمريكي                 | 13.21 ألف                | 39.33 ألف                                                |
| مؤشر التنمية البشرية                                      | 0.728                    | 0.888                                                    |
| رمز المكالمات الدولي                                      | +86                      | +33                                                      |
| رمز الإنترنت                                              | .cn، .中国 ‏، .中國 ‏      | .fr، .bzh ‏، .tf، .re، .wf، .yt، .pm، .paris              |
| المنطقة الزمنية                                           | توقيت الصين، ت ع م+08:00 | أوروبا/باريس ‏، توقيت وسط أوروبا، توقيت وسط أوروبا الصيفي |

## مدن متوأمة
في ما يلي قائمة باتفاقيات التوأمة بين مدن صينية وفرنسية:
- ترتبط سانيا مع كان باتفاقية توأمة.
- ترتبط يانتاى مع كامبار باتفاقية توأمة منذ 1985.
- ترتبط غوانغان مع بولون-بيانكور باتفاقية توأمة.
- ترتبط داليان مع لو هافر باتفاقية توأمة منذ 1988.
- ترتبط هانغتشو مع نيس باتفاقية توأمة منذ 2009.
- ترتبط تشنغدو مع مونبلييه باتفاقية توأمة.
- ترتبط شوزهو مع سانت إتيان باتفاقية توأمة منذ 26 نوفمبر 2005.[22][22][23][24]
- ترتبط تشينغداو مع بريست باتفاقية توأمة منذ 22 يناير 2013.[25][25][25][25]
- ترتبط شيان مع بو باتفاقية توأمة منذ 10 مايو 1974.
- ترتبط تشانغتشون مع مونتروي باتفاقية توأمة منذ 2009.[26][27][28][29]
- ترتبط لياويانغ مع سيرجي باتفاقية توأمة.
- ترتبط ووهان مع بوردو باتفاقية توأمة منذ 1982.[30][30][30]
- ترتبط تشنهوانغداو مع Communauté urbaine de Dunkerque [الإنجليزية]‏ باتفاقية توأمة.
- ترتبط ييتشانغ مع متز باتفاقية توأمة منذ 16 أكتوبر 1997.
- ترتبط يفانغ مع أورانج (فوكلوز) باتفاقية توأمة.
- ترتبط غوانزو مع ليون باتفاقية توأمة منذ 13 نوفمبر 2009.[31][31][31][31]
- ترتبط هايكو مع كان باتفاقية توأمة منذ 25 يوليو 2007.[32][32][32][32]
- ترتبط شيانيانغ مع لو مان باتفاقية توأمة.
- ترتبط نينغبو مع روان باتفاقية توأمة منذ 25 أكتوبر 1986.
- ترتبط ونجو مع لوفالوا-بيري باتفاقية توأمة منذ 1 أكتوبر 2002.[33][33][33][33]
- ترتبط سوجو مع بورغوان-جاليو باتفاقية توأمة منذ 14 يونيو 2005.
- ترتبط جينان مع رين باتفاقية توأمة منذ 1985.
- ترتبط ليشان مع إيسي ليه مولينو باتفاقية توأمة منذ 2003.
- ترتبط Wanzhou, Chongqing [الإنجليزية]‏ مع جارس باتفاقية توأمة منذ 1988.
- ترتبط هوايان مع فينيسيو باتفاقية توأمة منذ 1 يوليو 1988.[34][34][35][35]
- ترتبط تشونغتشينغ مع تولوز باتفاقية توأمة منذ 1982.
- ترتبط تايتشو مع نيفير باتفاقية توأمة منذ 2001.[36]
- ترتبط دونغتشنغ مع إيسي ليه مولينو باتفاقية توأمة منذ 15 أغسطس 1985.
- ترتبط مقاطعة ووجيانغ [الإنجليزية]‏ مع بورغوان-جاليو باتفاقية توأمة.
- ترتبط Futian, Shenzhen [الإنجليزية]‏ مع إيسي ليه مولينو باتفاقية توأمة منذ 2013.
- ترتبط Jimei, Xiamen [الإنجليزية]‏ مع كافالير سور مير [الإنجليزية]‏ باتفاقية توأمة.
- ترتبط شانغهاي مع رون ألب باتفاقية توأمة منذ 2003.[37][37][37][37]
- ترتبط لويانغ مع تور باتفاقية توأمة منذ 1 أبريل 2000.
- ترتبط زيبو مع لاروش سور يون باتفاقية توأمة.[38]

## منظمات دولية مشتركة
يشترك البلدان في عضوية مجموعة من المنظمات الدولية، منها:
| علم المنظمة | اسم المنظمة                               | تاريخ انضمام الصين | تاريخ انضمام فرنسا |
| ----------- | ----------------------------------------- | ------------------ | ------------------ |
|             | بنك التنمية الآسيوي                       | 1986               | 1970               |
|             | وكالة ضمان الاستثمار متعدد الأطراف        | 30 أبريل 1988      | 28 ديسمبر 1989     |
|             | الأمم المتحدة                             | 25 أكتوبر 1971     | 24 أكتوبر 1945     |
|             | الفريق المعني برصد الأرض                  | ?                  | ?                  |
|             | مجموعة العشرين                            | ?                  | 26 سبتمبر 1999     |
|             | منظمة حظر الأسلحة الكيميائية              | ?                  | ?                  |
|             | منظمة التجارة العالمية                    | 11 ديسمبر 2001     | 1995               |
|             | منظمة الشرطة الجنائية الدولية             | ?                  | ?                  |
|             | البنك الإفريقي للتنمية                    | ?                  | ?                  |
|             | مؤسسة التنمية الدولية                     | 24 سبتمبر 1960     | 30 ديسمبر 1960     |
|             | يونسكو                                    | 4 نوفمبر 1946      | 4 نوفمبر 1946      |
|             | الاتحاد البريدي العالمي                   | ?                  | ?                  |
|             | البنك الدولي للإنشاء والتعمير             | 27 ديسمبر 1945     | 27 ديسمبر 1945     |
|             | المنظمة الهيدروغرافية الدولية             | ?                  | ?                  |
|             | مجلس الأمن التابع للأمم المتحدة           | 25 أكتوبر 1971     | 24 أكتوبر 1945     |
|             | الاتحاد الدولي للاتصالات                  | 1 سبتمبر 1920      | 1866               |
|             | مؤسسة التمويل الدولية                     | 15 يناير 1969      | 20 يوليو 1956      |
|             | المركز الدولي لتسوية المنازعات الاستشارية | 6 فبراير 1993      | 20 سبتمبر 1967     |
|             | مجموعة الموردين النوويين                  | ?                  | ?                  |

## وصلات خارجية
- موقع وزارة الخارجية الصينية
- موقع وزارة الخارجية الفرنسية